# メンフィス・アンダーグラウンド
『メンフィス・アンダーグラウンド』（Memphis Underground）は、アメリカ合衆国のジャズ・フルート奏者、ハービー・マンが1969年に発表したスタジオ・アルバム。ゲイリー・U.S.ボンズの「ニュー・オーリンズ」、サム&デイヴの「ホールド・オン」、アレサ・フランクリンの「チェイン・オブ・フールズ」といった、R&Bのヒット曲のカヴァーが収録されている。

## 反響
アメリカの総合アルバム・チャートBillboard 200では20位に達し、自身7年ぶりの全米トップ40入りを果たした。また、『ビルボード』のジャズ・アルバム・チャートでは自身初の1位獲得を果たし、R&Bアルバム・チャートでは2位を記録した。タイトル曲はシングル・カットされ、Billboard Hot 100で44位、『ビルボード』のR&Bシングル・チャートで42位を記録している。

## 評価
スコット・ヤナウはオールミュージックにおいて5点満点中3点を付け「主役のジャズ・ヴォイスと、R&Bやカントリーのリズムを効果的に混ぜ合わせている」と評している。また、ハンター・S・トンプソンの書簡集『Fear and Loathing in America』では、トンプソンが創造したキャラクターのラウル・デューク（小説『ラスベガスをやっつけろ!』の主人公）による「1960年代の『ロック・エイジ』のベスト・アルバム10」のリストが掲載され、本作がボブ・ディラン、グレイトフル・デッド、ローリング・ストーンズ等の作品を抑えて1位に輝いた。
マンは本作によって、第12回グラミー賞において最優秀インストゥルメンタル作曲賞と最優秀インストゥルメンタル・ジャズ・パフォーマンス賞にノミネートされた。

## 収録曲
1. メンフィス・アンダーグラウンド - "Memphis Underground" (Herbie Mann) - 7:12
2. ニュー・オーリンズ - "New Orleans" (Frank Guida, Joseph Royster) - 2:09
3. ホールド・オン - "Hold On, I'm Comin'" (Isaac Hayes, David Porter) - 9:01
4. チェイン・オブ・フールズ - "Chain of Fools" (Don Covay) - 10:48
5. リパブリック讃歌 - "Battle Hymn of the Republic" (Traditional/arranged by H. Mann) - 7:16

## 参加ミュージシャン
- ハービー・マン - フルート
- ラリー・コリエル - ギター
- ソニー・シャーロック - ギター
- ロイ・エアーズ - ヴィブラフォン、コンガ
- ミロスラフ・ヴィトウス - エレクトリックベース(on #3)
- ザ・メンフィス・リズム・セクション
  - レジー・ヤング（英語版） - ギター
  - ボビー・エモンズ - オルガン
  - ボビー・ウッド - ピアノ、エレクトリックピアノ
  - トミー・コグビル - エレクトリックベース
  - マイク・リーチ - エレクトリックベース
  - ジーン・クリスチャン - ドラムス